# Adelpha herbita
Espèce
Adelpha herbita  est une espèce de papillons de la famille des Nymphalidae, sous famille des Limenitidinae et du genre Adelpha.

## Dénomination
Adelpha herbita a été décrit par Gustav Weymer en 1907.

## Écologie et distribution
Adelpha herbita est présent au Brésil. 

### Protection
Pas de statut de protection particulier.